# 米斯林山脈 (土衛六)
米斯林山脈（Mithrim Montes）是位於土星最大衛星土衛六表面的山脈。該山脈位於土衛六的赤道附近，範圍南緯1-3°，西經126-8°。

## 概要
米斯林山脈山脈由三條東西走向的平行山脊組成，相隔約25公里。位於土衛六的上都區。最高峰高度3337公尺，位於最南方的山脊，該山峰也是土衛六表面最高峰。
米斯林山脈的名稱來自於J·R·R·托爾金筆下虛構的中土大陸米斯林山脈。而土衛六表面山脈名稱都以托爾金作品中的山脈命名。這名稱於2012年11月13日正式公布。